# 371 f.Kr.

Slaget vid Leuktra

## Händelser

### Efter plats

#### Grekland
- En ny fredskongress hålls i Sparta. Vid denna kongress vägrar den spartanske kungen Agesilaios II (med stöd från Aten) att låta thebanerna skriva under avtalet å hela Boeotiens vägnar. Den thebanske statsmannen Epaminondas, som är boeotark (en av de fem magistraterna i den boeotiska federationen), kvarhåller Thebes position, även när detta leder till att staden utesluts från fredsavtalet.
- Thebes göranden vid fredskongressen leder till krig mellan Sparta och Thebe. Spartanerna har redan en armé vid Thebes västra gräns, redo att följa upp den diplomatiska framgången med ett förkrossande militärt anfall. De thebanska generalerna Epaminondas och Pelopidas vinner dock en avgörande seger över spartanerna (ledda av den andre spartanske kungen Kleombrotos I, som stupar) i slaget vid Leuktra den 6 juli. Epaminondas vinner slaget med en taktisk innovation som innebär att först slå till mot fienden på dess starkaste och inte dess svagaste punkt med sådan förkrossande kraft att anfallet inte går att stå emot. Tack vare detta slag räddas den boeotiska federationen.
- Aten välkomnar inte den thebanska segern, då de fruktar för Thebes stigande aggression. Efter den thebanska segern återställs den gamla alliansen mellan Thebe och Persiska riket.
- Vid thebanernas oväntade seger över spartanerna bestämmer sig arkadierna för att åter utropa sin självständighet. De återuppbygger Mantineia, grundar det arkadiska förbundet och bygger en ny federal stad, Megalopolis.
- Agesipolis II efterträder sin far Kleombrotos I som kung av Sparta.

### Efter ämne

#### Astronomi
- Den ursprungliga komet, som associeras med kometfamiljen Kreutz-gruppen, passerar perihelium vid denna tid. Den tros ha observerats av Aristoteles och Eforos under året (omkring detta år).

## Födda
- Fryne, hetär (omkring detta år)

## Avlidna
- Kleombrotos I, kung av Sparta sedan 381 f.Kr. (stupad vid Leoktra)